# Klausenburger Kraut

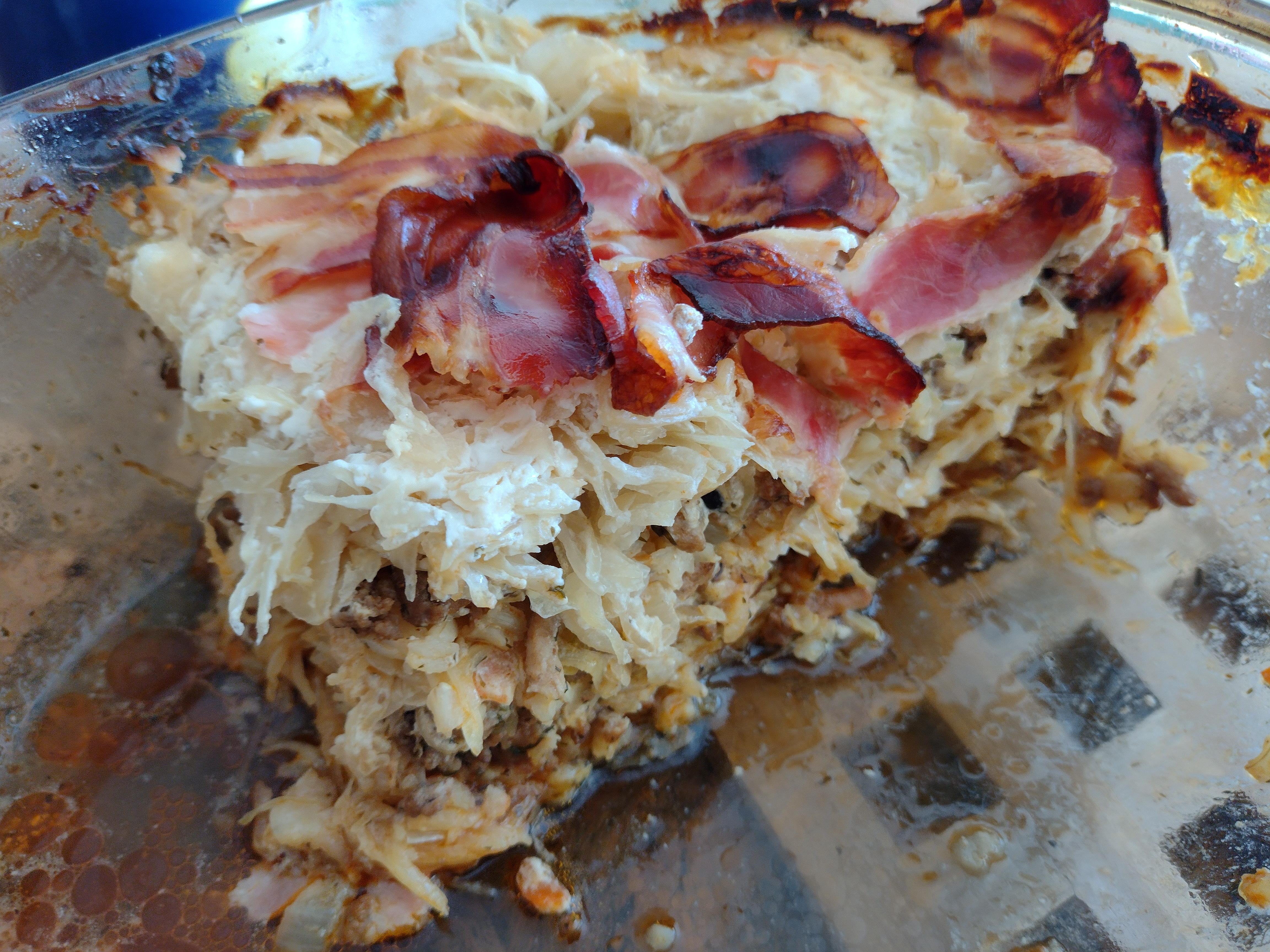
Klausenburger Kraut Auflauf (ungarisch: Kolozsvári rakott káposzta)

Klausenburger Kraut ist ein Auflauf mit Schichten aus Sauerkraut, Reis und (Hack-)Fleisch aus der Siebenbürgischen Küche sowie aus der ungarischen Küche, wo er Erdélyi Rakott káposzta (Siebenbürger geschichtetes Kraut) oder Kolozsvári rakott káposzta (Klausenburger Krautauflauf) heißt.

## Geschichte
Ein frühes Rezept von Klausenburger Kraut wurde von Josephine von Saint-Hilaire in ihrem illustrierten Budapester Kochbuch in den 1880er Jahren notiert, das erst in deutscher, dann auch in ungarischer Sprache in mehreren Auflagen veröffentlicht wurde.
Das Gericht ist bei den Siebenbürger Sachsen schon lange bekannt. Der Bischofsvikar Adolf Schullerus (1864–1928) berichtete, dass das „gefüllte Kraut mit Pillchern“ der Siebenbürger Sachsen in der ungarischen Küche Klausenburger Kraut genannt werde.

## Zubereitung
Von Rückenspeck die Schwarte entfernen, Speckwürfel auslassen, im erhaltenen Fett gesalzene, gepfefferte Würfel von Schweinefleisch anbräunen, Wurstscheiben von Debrecziner, Zwiebelwürfel und Knoblauch angebraten, alles mit Rosenpaprika vermischt. Feingeschnittenes Sauerkraut in eine feuerfeste Kasserolle gefüllt, darüber je eine Schicht von der Fleischmasse und eine von gekochtem Reis, mit dem losgekochten Bratensatz und verdünntem Sauerrahm begießen, das Ganze mit Schwarten bedecken und ohne Deckel im Backofen schmoren lassen. Varianten mit Hackfleisch sind ebenfalls üblich.

## Legende
Die Künstlerin Déryné Róza Széppataki (1793–1872) wurde einmal von ihren Verehrern in Kolozsvár mit geschichtetem Kohl bewirtet. Sie soll in ihrem Tagebuch davon geschwärmt haben, das in einem mit frischen Speckscheiben ausgekleideten Schmortopf eine Schicht Kohl gelegt, darauf eine Schicht von Würstchen, Speck, Schweinefleisch, dann wieder Kohl, in der Mitte ein Kapaun und Gans, dann wieder eine Schicht Kohl, variiert mit geräuchertem und frischem Schweinefleisch, bis der Topf voll ist. Dann wird Wasser hineingegossen und das Ganze mit Speckscheibchen bedeckt, damit es darin gart.